# Новый Киеват
Новый Киеват — деревня в Шурышкарском районе Ямало-Ненецкого автономного округа России.

## География
Расположена на берегу протоки Мояхтас реки Малая Обь, в 169 км к юго-западу от города Салехарда и в 19 км югу от районного центра, села Мужи. 
Две улицы — Луговая и Нагорная.
Площадь 26 га..
Ближайшие населенные пункты
Старый Киеват 5 км, Выимгорт 7 км, Мужи 19 км, Анжигорт 20 км, Святой-Мыс 24 км, Горки 29 км, Кушеват 32 км, Везенгорт 34 км, Ямгорт 38 км

## Население
| 1989 | 2002 | 2010 | 2015 | 2021 |
| ---- | ---- | ---- | ---- | ---- |
| 87   | ↘39  | ↘25  | ↗34  | ↘13  |

Численность населения — 34 чел. (2015 г.).

## История
С 2005 до 2022 гг. деревня входила в сельское поселение Мужевское, упразднённое в 2022 году в связи с преобразованием муниципального района в муниципальный округ.

## Инфраструктура
Централизованная система водоснабжения отсутствует. Водоснабжение населения д. Новый Киеват осуществляется посредством
забора воды из реки Малая Обь.
Электроснабжение потребителей осуществляется от ДЭС по воздушным ЛЭП 0,4 кВ.Система электроснабжения выполнена по магистральной схеме. Общая протяженность ЛЭП 0,4 кВ в границах д. Новый Киеват составляет 1,7 км..

## Транспорт
Объекты транспортной инфраструктуры на территории Нового Киевата отсутствуют.